# Joc Pederson
Pour les articles homonymes, voir Pederson.
Joc Pederson (né le 21 avril 1992 à Palo Alto, Californie, États-Unis) est un voltigeur des Diamondbacks de l'Arizona de la Ligue majeure de baseball.

## Carrière
Joueur à l'école secondaire de sa ville natale de Palo Alto, Joc Pederson est repêché au 11e tour de sélection par les Dodgers de Los Angeles en 2010. Pederson doit poursuivre sa carrière à l'Université de Californie du Sud, mais il se laisse convaincre par l'offre des Dodgers, qui lui consentent une prime de 600 000 à la signature de son premier contrat. 
En juillet 2013, Pederson représente les Dodgers au match des étoiles du futur à New York. Il est après la saison 2013 classé par Baseball America au 34e rang du palmarès annuel des 100 meilleurs joueurs d'avenir et est considéré comme le joueur le plus prometteur de l'organisation des Dodgers.

### Dodgers de Los Angeles
En 2014, Pederson participe à son premier camp d'entraînement printanier avec les Dodgers et fait ses débuts dans le baseball majeur le 1er septembre suivant. À son premier match, Pederson est envoyé dans la rencontre comme frappeur suppléant en fin de 9e manche à Los Angeles avec deux retraits et des coureurs, dont le point égalisateur potentiel, aux extrémités du losange. Mais avec un compte complet il regarde passer une troisième prise lancée par Rafael Soriano, mettant fin au match et assurant aux Nationals de Washington une victoire de 6-4.
Du 31 mai au 4 juin, Joc Pederson frappe un circuit dans 5 matchs de suite, égalant un record de la franchise des Dodgers partagé avec Roy Campanella, Shawn Green et Matt Kemp.
Le jeune joueur impressionne en première moitié de saison et est invité au match des étoiles 2015. Pederson claque 26 circuits en 151 matchs en 2015, malgré une très faible moyenne au bâton de ,210. Il termine 6e du vote désignant la recrue de l'année de la Ligue nationale.